# Los Tenderloins

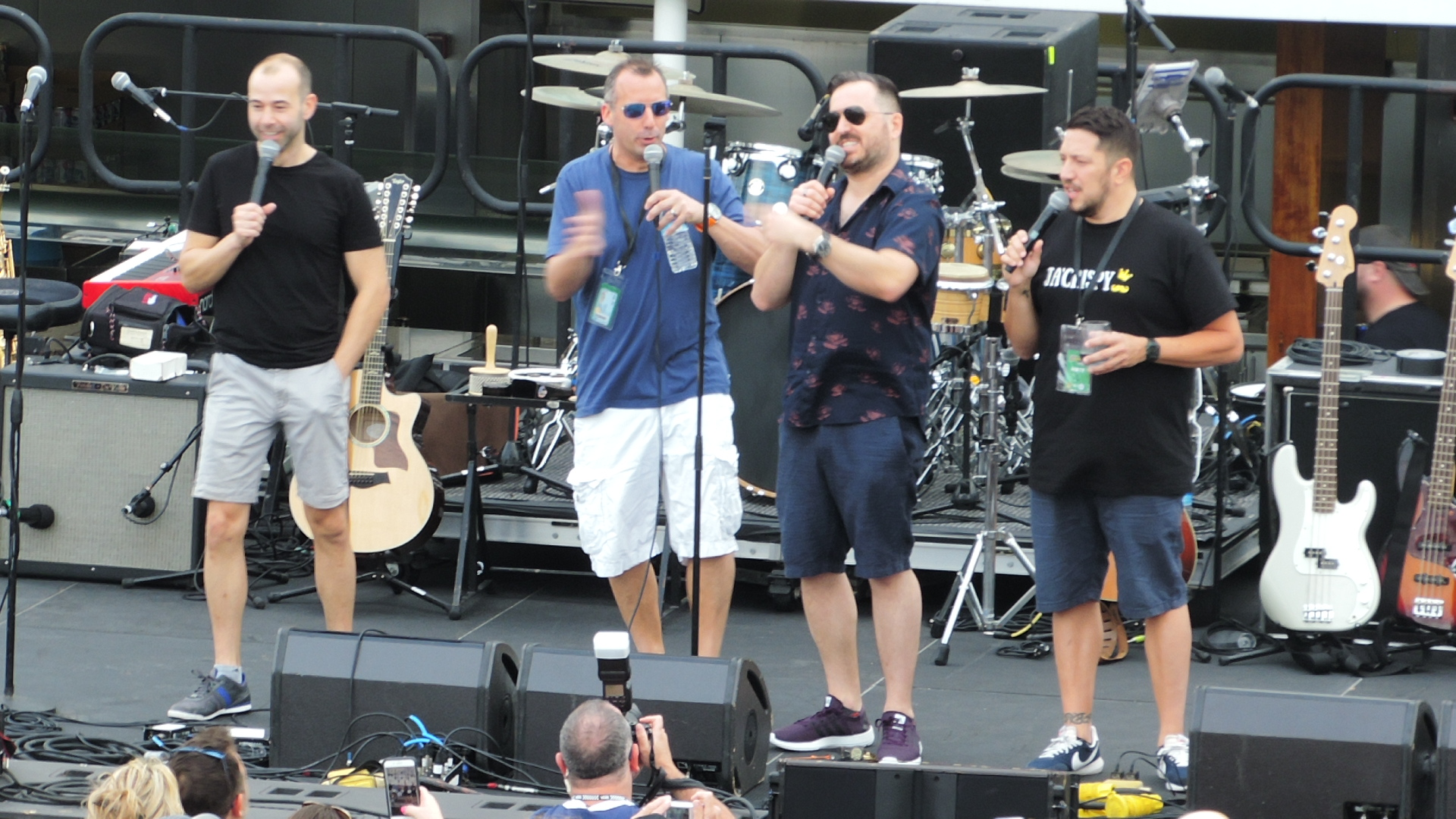
Tenderloins en 2017

The Tenderloins es una compañía de comedia estadounidense actualmente compuesta por James «Murr» Murray, Brian «Q» Quinn y Sal Vulcano. El grupo protagoniza la serie de televisión Impractical Jokers, que se estrenó el 15 de diciembre de 2011. El programa se transmite por de TruTV en los EE. UU. y por Comedy Central en el Reino Unido, Irlanda e India.

## Carrera
The Tenderloins son tres, anteriormente 4 amigos de toda la vida de Staten Island, Nueva York (el cuarto amigo, Joe Gatto, se salió del grupo el 31 de diciembre del 2021). Ellos son muy conocidos por sus sketches de comedia filmados. En 2007 ganaron el premio de $100,000 dólares en It’s Your Show de la NBC, competición para el sketch "Time Thugs". Este éxito llevó a un acuerdo de desarrollo con Spike TV, que incluyó la filmación de un piloto de televisión de los Tenderloins. Los Tederloins son los creadores y las estrellas actuales en el exitoso show de TruTV, Impractical Jokers, una series de televisión de comedia de cámara oculta ahora en su novena temporada